# 尤拉克奧爾科山 (聖地亞哥德盧卡納馬爾卡區)
13°53′44″S 74°35′25″W / 13.89556°S 74.59028°W
尤拉克奧爾科山（Yuraq Urqu），是秘魯的山峰，位於該國中南部阿亞庫喬大區，由萬卡桑科斯省的聖地亞哥德盧卡納馬爾卡區負責管轄，屬於安地斯山脈的一部分，海拔高度4,640米。